# Томтор (Ојмјаконски рејон)
Томтор (рус. Томтор) је село у Ојмјаконском рејону Јакутије, центар 2. Борогонског наслега Ојмјаконског реона Републике Саха (Јакутија). Налази се на надморској висини од 740 м, у самом центру Ојмјаконске депресије.

## Историја

### 19. век
Посебну улогу у развоју насеља имала је Ојмјаконска црква Вазнесења, подигнута у Томтору крајем 1830-их. Томтор је постао центар Ојмјакон-Борогонског реона, захваљујући којем су овде отворене прва школа и болница. Ојмјаконско свештенство је дуги низ деценија било савесни хроничар судбине становника овог удаљеног краја.

### 20. век
Такође са. Томтор је познат по томе што је 1926. године С.В. Обруцхев. Његова сугестија да би управо Ојмјаконски басен могао бити пол хладноће потврђивала се сваке године након што је у селу почела да ради прва регионална метеоролошка станица 1929. године. Иначе, управо у Томтору је 6. фебруара 1933. забележен апсолутни рекорд северне хемисфере у 20. веку (-67,7 °C). Нешто касније, станица је измештена 2 км југозападно од првобитне локације.
Други догађаји који су одиграли значајну улогу у развоју села били су изградња аутопута Магадан-Кхандига и, као резултат тога, изградња аеродрома, који је постао први аеродром Јакута који је опслуживао авионе који су летели из Сједињених Држава у Краснојарск.
Године 1930. у с. Томтор, организована је истоимена пољопривредна артел, а у јануару 1940. године створена је бољшевичка колективна фарма. Од 1962. Томтор је постао централно имање сеоског атара Ојмјакон. Од тог времена инфраструктура села је значајно побољшана, становништво се повећало. Главни хранитељ сељака, државна фарма Ојмјаконски, покренула је енергичну активност, претварајући се у једно од најбољих предузећа у републици. Седамдесетих година 20. века Томтор је препознат као једно од најбољих руралних насеља у Јакутији. Стога није случајно што се у Томтору већ одавно одржавају све значајне републичке манифестације, укључујући и годишњи фестивал Пол хладноће.
1992. године у бази Томторске средње школе им. Н.М. Заболотски-Чишхаан на иницијативу његовог директора С.В. Слепцова, основан је Књижевни завичајни музеј. Значајан део музејске експозиције посвећен је писцима и песницима који су служили прогонство на Колими (у логорима на територији садашњег Ојмјаконског улуса). Стални шеф музеја је заслужна учитељица Руске Федерације Марија Поликарповна Бојарова.
У селу се налази споменик жртвама стаљинистичких репресија - "Звоно сећања", стела "Стуб хладноће", споменик С.В. Обручхев. У завичајном историјском музеју села Томтор налази се Ледена резиденција чувара хладног Чискана, која се налази у ували планине Ебе-Каја. Дубоко испод планине налази се осам одвојених просторија у којима су смештене разне ледене скулптуре невероватне лепоте.

## Занимљивости
У старим временима, област у којој се сада налази село звала се Тусакхта-Кхаиа, али након што су се овде појавиле цркве, звали су се и Црквени округ, Крест-Томтор и Ојмјакон. Након одвајања Ојмјакон-Борогонског наслега од Бајагантајског улуса у посебан улус, Томтор је постао центар 2. Борогонског наслега. Дакле, становништво, посебно руско говорно, све до 1970-их. звани Томтор Борогон.
Писац Варлам Шаламов живео је у Томтору последње две године свог изгнанства (1952—1953).
1955. године, 2 км од села, археолози су открили јединствено археолошко налазиште, који су назвали Томтор Писница. Више од десет слика антропоморфних фигура насликано је на стеновитом изданку жутим окером. Према мишљењу стручњака, налаз је датиран у 1. миленијум пре нове ере.